# Alcides Araújo Alves

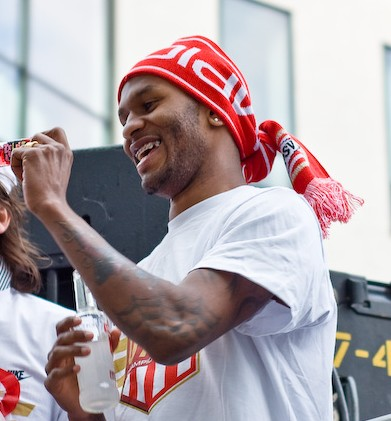
Alcides tijdens het landskampioenschap van PSV in 2008

Alcides Eduardo Mendes de Araújo Alves (São José do Rio Preto, 13 mei 1985) is een Braziliaanse voormalig voetballer die als verdediger speelde. Hij kwam onder meer uit voor Vitória, FC Schalke 04, Santos FC, SL Benfica, Chelsea FC, PSV en Dnipro Dnipropetrovsk. Aan Benfica en PSV werd Alcides door Chelsea verhuurd.

## Carrière
Alcides was op voorspraak van toenmalig trainer Ronald Koeman naar PSV gekomen, omdat hij graag wat meer verdedigende opties in zijn ploeg wilde hebben. Koeman kende Alcides nog uit zijn periode als trainer bij Benfica. Alcides werd door PSV gehuurd van Chelsea, waar PSV een samenwerkingsverband mee had. Zijn huurcontract bij PSV liep tot de zomer van 2008.
Op 24 februari 2007 begon hij voor het eerst in de basis in de met 1-0 gewonnen wedstrijd tegen FC Groningen. Tijdens de wedstrijd tegen RKC Waalwijk op 3 maart 2007 scoorde hij zijn eerste doelpunt in het betaalde voetbal. De wedstrijden hierna kon Alcides geen basisplaats afdwingen en werd hij vaste bankzitter, achter Eric Addo. In zijn korte periode bij PSV hebben de media zich enkele malen kritisch geuit over hem, en werd hij bestempeld als "miskoop" omdat hij met enige regelmaat door de mand zou vallen. In het seizoen 2007-2008 had hij echter wel geregeld een basisplaats, meestal als linker vleugelverdediger. Hij scoorde in dat seizoen 1 keer, tegen FC Groningen op 26 december 2007. Tevens behaalde hij met PSV het landskampioenschap. In de zomer van 2008 probeerde PSV van Chelsea FC over te nemen. Chelsea FC wilde hem niet nog een seizoen verhuren aan PSV, maar verkopen. Totdat er een nieuwe club zou komen, trainde Alcides bij PSV en speelde ook tijdens de voorbereiding voor PSV.
Desondanks werd de samenwerking op dinsdag 5 augustus 2008 verbroken. Chelsea FC heeft de speler teruggeroepen, omdat een transfer aanstaande lijkt te zijn. Vanaf het seizoen 2008/09 speelt hij voor Dnjepr Dnjepropetrovsk uit Oekraïne. Daar kwam hij alleen in zijn eerste seizoen geregeld in actie en nadat zijn contract medio 2012 afliep vond hij in februari 2013 in Náutico een nieuwe club. Zonder in actie te komen werd zijn contract per 1 juni ontbonden.

## Carrièretabel
| Seizoen | Club                   | Wedstrijden | Doelpunten | Competitie            |
| ------- | ---------------------- | ----------- | ---------- | --------------------- |
| 2002    | Vitória                | 6           | 0          | Campeonato Brasileiro |
| 2003    | Vitória                | 0           | 0          | Campeonato Brasileiro |
| 2003/04 | FC Schalke 04          | 6           | 0          | Bundesliga            |
| 2004    | Santos FC              | 2           | 0          | Campeonato Brasileiro |
| 2004/05 | Benfica                | 7           | 0          | SuperLiga             |
| 2005/06 | Benfica                | 12          | 0          | SuperLiga             |
| 2006/07 | Benfica                | 2           | 0          | SuperLiga             |
| 2006/07 | PSV                    | 9           | 1          | Eredivisie            |
| 2007/08 | PSV                    | 21          | 1          | Eredivisie            |
| 2008    | Dnjepr Dnjepropetrovsk | 10          | 0          | Vysjtsja Liha         |
|         | Totaal                 | 75          | 2          |                       |